# Lina Nerli Taviani
Pour les articles homonymes, voir Taviani et Taviani (homonymie).
Lina Nerli Taviani, née le 16 novembre 1937 à Pise (Italie), est une créatrice de costumes italienne, épouse du réalisateur Paolo Taviani.

## Biographie
Lina Nerli commence à travailler comme créatrice de costumes dans les années 1960 et son premier travail au cinéma est pour le film Una bella grinta (1965) de Giuliano Montaldo.
Depuis lors, elle a créé des costumes pour plus de septante films et productions télévisées, la plupart dirigés par son mari et son beau-frère, Paolo et Vittorio Taviani.

## Filmographie partielle

### Au cinéma
- 1965 : Illégitime Défense (Una bella grinta) de Giuliano Montaldo
- 1967 : Tue et fais ta prière
- 1967 : Les Subversifs
- 1969 : La Semence de l'homme
- 1969 : Sous le signe du scorpion
- 1970 : Lettera aperta a un giornale della sera
- 1970 : Le Vent d'est du Groupe Dziga Vertov
- 1970 : Le Dernier Guet-apens (Corbari) de Valentino Orsini
- 1972 : L'Audience de Marco Ferreri
- 1972 : Saint Michel avait un coq
- 1972 : Le Grand Duel de Giancarlo Santi
- 1974 : Touche pas à la femme blanche !
- 1974 : Allonsanfàn
- 1976 : Una vita venduta
- 1976 : Quanto è bello lu murire acciso
- 1977 : Les Requins du désert (Sahara Cross) de Tonino Valerii
- 1977 : Padre padrone
- 1978 : Ecce Bombo
- 1979 : La Luna de Bernardo Bertolucci
- 1979 : Le Pré
- 1980 : Uomini e no de Valentino Orsini
- 1981 : La Tragédie d'un homme ridicule
- 1982 : La Nuit de San Lorenzo
- 1982 : Colpire al cuore
- 1983 : Nostalghia d'Andreï Tarkovski
- 1983 : La casa del tappeto giallo
- 1984 : Henri IV, le roi fou de Marco Bellocchio
- 1984 : Kaos
- 1985 : Figlio mio, infinitamente caro... de Valentino Orsini
- 1986 : Storia d'amore
- 1986 : Le Diable au corps
- 1987 : Good Morning, Babylon
- 1987 : Une catin pour deux larrons (I Picari)
- 1988 : Codice privato de Francesco Maselli
- 1988 : Cavalli si nasce de Sergio Staino
- 1989 : I ragazzi di via Panisperna
- 1990 : Il segreto (The Secret) de Francesco Maselli
- 1990 : Le Soleil même la nuit
- 1991 : Rossini! Rossini!
- 1992 : Une famille formidable (Parenti serpenti)
- 1993 : Fiorile
- 1994 : Il toro (it) de Carlo Mazzacurati
- 1994 : Cari fottutissimi amici de Mario Monicelli
- 1996 : La Seconde Fois de Mimmo Calopresti
- 1996 : Les Affinités électives
- 1996 : Vesna va veloce (it) de Carlo Mazzacurati
- 1998 : Kaos II (Tu ridi)
- 2000 : La lingua del santo de Carlo Mazzacurati
- 2004 : Lavorare con lentezza (it)
- 2006 : Le Caïman
- 2007 : Le Mas des alouettes
- 2007 : Civico zero (it) de Francesco Maselli
- 2011 : Habemus papam
- 2013 : Viva la libertà
- 2013 : Cha cha cha
- 2015 : Contes italiens
- 2017 : Une affaire personnelle
- 2018 : Una storia senza nome
- 2022 : Le Colibri (Il colibrì) de Francesca Archibugi

### À la télévision
- 1989 : La moglie ingenua e il marito malato, téléfilm de Mario Monicelli
- 1998 : Le Quatrième Roi (Il quarto re), téléfilm de Stefano Reali
- 2004 : La Sanfelice (téléfilm)

## Prix

### David di Donatello
- 1983 : Nomination pour la meilleure conception de costumes pour La Nuit de San Lorenzo
- 1992 : Meilleure création de costumes pour Rossini! Rossini!
- 1993 : Nomination pour la meilleure conception de costumes pour Fiorile
- 1997 : Nomination pour la meilleure conception de costumes pour Les Affinités électives
- 2006 : Nomination pour la meilleure conception de costumes pour Le Caïman
- 2007 : Nomination pour la meilleure conception de costumes pour Le Mas des alouettes
- 2012 : Meilleur costume pour Habemus papam
- 2015 : Nomination pour la meilleure conception de costumes pour le Contes italiens

### Ruban d'argent
- 1988 : Meilleure création de costumes pour Good Morning Babilonia
- 1993 : Meilleure création de costumes pour Une famille formidable
- 1994 : Nomination pour la meilleure conception de costumes pour Fiorile
- 1997 : Nomination pour la meilleure conception de costumes pour Les Affinités électives
- 1999 : Nomination pour la meilleure création de costumes pour Kaos II
- 2007 : Nomination pour la meilleure conception de costumes pour Le Mas des alouettes
- 2011 : Meilleur costume pour Habemus papam[2]